# Covadonga Harbor
Der Covadonga Harbor (spanisch Puerto Fragata Covadonga) ist ein kleiner Naturhafen an der Nordküste der Trinity-Halbinsel im Norden des westantarktischen Grahamlands. Er liegt im nordöstlichen Abschnitt der Huon Bay unmittelbar südlich des Kap Legoupil.
Teilnehmer der 2. Chilenischen Antarktisexpedition (1947–1948) unter der Leitung von Ernesto González Navarrete benannten die Bucht nach der Fregatte Covadonga, eines der beiden Schiffe dieser Forschungsreise. Das Advisory Committee on Antarctic Names übertrug die spanische Benennung 1964 ins Englische.
An der Bucht liegt die chilenische Bernardo-O’Higgins-Station.